# Olympische Sommerspiele 1960/Teilnehmer (Hongkong)
| Gelbes Symbol für Goldmedaillen mit stilisierten Olympischen Ringen | Graues Symbol für Silbermedaillen mit stilisierten Olympischen Ringen | Braundes Symbol für Bronzemedaillen mit stilisierten Olympischen Ringen |
| ------------------------------------------------------------------- | --------------------------------------------------------------------- | ----------------------------------------------------------------------- |
| —                                                                   | —                                                                     | —                                                                       |

Hongkong, damals noch britische Kronkolonie, trat bei den Olympischen Sommerspielen 1960 in Rom mit vier Athleten an.

## Teilnehmer
Der Schwimmer Cheung Kin Man, der schon an den Olympischen Sommerspielen 1952 und 1956 teilnahm, startete im 100 m Freistil Bewerb, kam jedoch nicht über den ersten Vorlauf nicht hinaus.

Außerdem nahmen die folgenden 3 Athleten in Schießbewerben teil:
- William Gillies: 55. Platz im Bewerb Freie Scheibenpistole
- Peter Rull: 37. Platz im Kleinkaliber liegend
- Henry Souza: 36. Platz im Kleinkaliber liegend